# Remix Attack
Albums de AAA
Attack
(2006) All
(2007)
Remix par AAA
AAA Remix ~non-stop all singles~
(2009)
Remix Attack est le 1er album remix du groupe AAA. Il est sorti sous le label Avex Trax le 23 mars 2006 au Japon. Il atteint la 92e place du classement de l'Oricon et reste classé 2 semaines, pour un total de 3 651 exemplaires vendus. Il sort en format CD.

## Liste des titres
| 1.  | BLOOD on FIRE (SHAM-POO vs. HEAVENS WiRE RMX)             | 4:45 |
| 2.  | DRAGON FIRE (Wall 5 Remix)                                | 6:28 |
| 3.  | Welcome to This World (83key Jump over Remix)             | 4:54 |
| 4.  | Taiyou (太陽 (Dub's Opposite showcase Remix))             | 7:06 |
| 5.  | Kirei na Sora (きれいな空 (TP3 Remix))                    | 4:17 |
| 6.  | Saikyou Babe (最強Babe (SPIN JUNGLE MIX))                 | 5:55 |
| 7.  | Get or Lose (4SKIPS vs B.R.G Remix)                       | 5:00 |
| 8.  | Deai no Chikara (出逢いのチカラ (re:fragment mix))        | 5:37 |
| 9.  | Friday Party (Funky Groovy Remix)                         | 4:36 |
| 10. | VIRGIN F (teranoid mix)                                   | 5:16 |
| 11. | Chikyuu ni Idakarete (地球に抱かれて (Wall 5 Remix))      | 6:58 |
| 12. | Bokura no Te (ボクラノテ (Dub's Youth is recalled Remix)) | 7:02 |
| 13. | Hallelujah (ハレルヤ (Hype Remix))                        | 4:29 |